# Visentini-Klasse
Die RoPax-Frachtschiffe der Visentini-Klasse (auch Mersey-Viking-Klasse genannt) wurden über ein Jahrzehnt in verschiedenen Ausführungen gebaut. Insgesamt entstanden auf der Werft Cantiere Navale Visentini in Porto Viro an einem Arm des Podeltas mehr als 20 Einheiten verschiedener auf einem gemeinsamen Grundentwurf fußenden Typen, deren Einzelentwürfe jeweils vom Schiffsingenieurbüro NAOS stammen. Charakteristisch für die nur über eine breite Heckrampe verfügenden Schiffe ist ein bis zum Deckshaus durchgehendes LKW-Hauptdeck mit großen Belüftungsöffnungen sowie ein mittig angeordneter Schornstein in Form eines angedeuteten Segels. Die letzten beiden Einheiten des Typs NAOS P370 sind mit rund 203 m länger als die übrigen Schiffe der Klasse, die 186,50 m lang sind.

## Übersicht

### NAOS P109

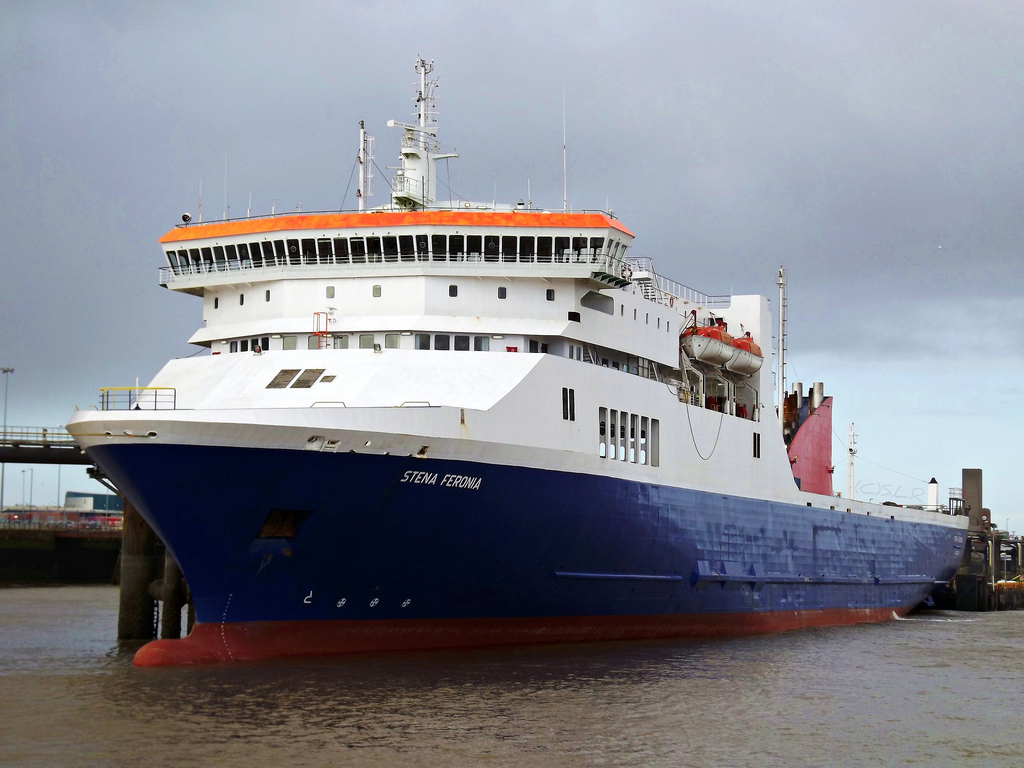
Stena Feronia (ex Mersey Viking) 2007

Der P109-Schiffstyp ist der Ausgangspunkt des Baus schneller und sparsamer RoPax-Schiffe bei Visentini. Für die beiden Schiffe Mersey Viking und Lagan Viking wurde durch das Ingenieurbüro NAOS eine neue strömungsgünstige Rumpfform mit Twin-Skegs (Ruderleitflossen) entwickelt und in einem Strömungskanal getestet. Bei der Entwicklung wurde besonderes Augenmerk auf möglichst große, unverbaute Laderäume, günstige Betriebskosten und einfache Handhabbarkeit gelegt. Die Hauptmaschinen (zwei Wärtsilä-8R46-Schiffsdiesel mit je 7800 kW Leistung) wurden relativ weit hinten und oben im Schiffsrumpf angeordnet und treiben über Umlenkgetriebe die relativ kurzen Schraubenwellen an. Es wurde eine universelle Verwendbarkeit des Entwurfs durch kleinere Abwandlungen angestrebt, die durch Serienfertigung substantielle Einsparungen ermöglichen sollten. Aufgrund der Rumpfgröße konnten die Schiffe nicht komplett in der Werft fertiggestellt werden, sondern mussten in zwei Teilen über den Po an die Küste geschleppt werden, um dort komplettiert zu werden.
Die Schiffe verfügen über drei Fahrzeugdecks:
- das über die 8,1 Meter breite Steuerbordrampe am Heck zugängliche Hauptdeck mit 4,9 Metern Höhe und 806 Lademetern (entspricht circa 62 Sattelaufliegern)
- das ebenfalls über die Steuerbordrampe sowie eine verschließbare Bodenklappe zugängliche Unterdeck mit 4,5 Meter Höhe, 247 Lademetern und Zugang zu 100 Autostellplätzen in einem 1,80 Meter hohen Zwischendeck (aufgrund der Höhe nicht für den Fährbetrieb, sondern nur für den Transport von Neufahrzeugen geeignet)
- das über die 9,2 Meter breite Backbordrampe zugängliche, offene Oberdeck mit einer Höhe von mindestens 4,8 Metern (unterhalb des Kabinenbereichs) und 1079 Lademetern Kapazität sowie Zugang zu den PKW-Stellplätzen in der Nähe der Passagierkabinen.

Die Schiffe haben einen relativ hohen Freibord, der auch in allen bei der Planung berücksichtigten Rumpfschadensszenarien noch über zwei Meter beträgt. Dadurch konnte auf im täglichen Betrieb aufwendige Schotten im Hauptdeck verzichtet werden. Jedoch liegt bei leerem oder teilbeladenem Schiff das Hauptdeck deutlich höher als die Hafenkaie, so dass die Heckklappe dann deutlich aufwärts führt. Durch die beiden relativ breiten Rampen ist eine gleichzeitige Be- und Entladung möglich. Auf Seiten- und Frontrampen wurde bewusst verzichtet, um die Konstruktion einfach zu halten und universelle Verwendung in allen Häfen zu ermöglichen. Die beiden Schiffe sind mit 86 Zwei- und Vierbettkabinen ausgestattet, weiterhin stehen 36 Ruhesessel sowie ein Restaurant, ein Laden und ein Konferenzraum zur Verfügung. Als Rettungsmittel sind vier Rettungsboote für je 62 Personen vorgesehen sowie eine Anzahl Rettungsinseln. Es wird eine Geschwindigkeit von maximal etwa 22 Knoten erreicht.
Beide Schiffe wurden in der zweiten Jahreshälfte 1997 an den Eigner Levantina Trasporti S.r.l., eine Tochtergesellschaft der Visentini-Gruppe, übergeben, die sie an Norse Irish Ferries vercharterte.

### NAOS P129

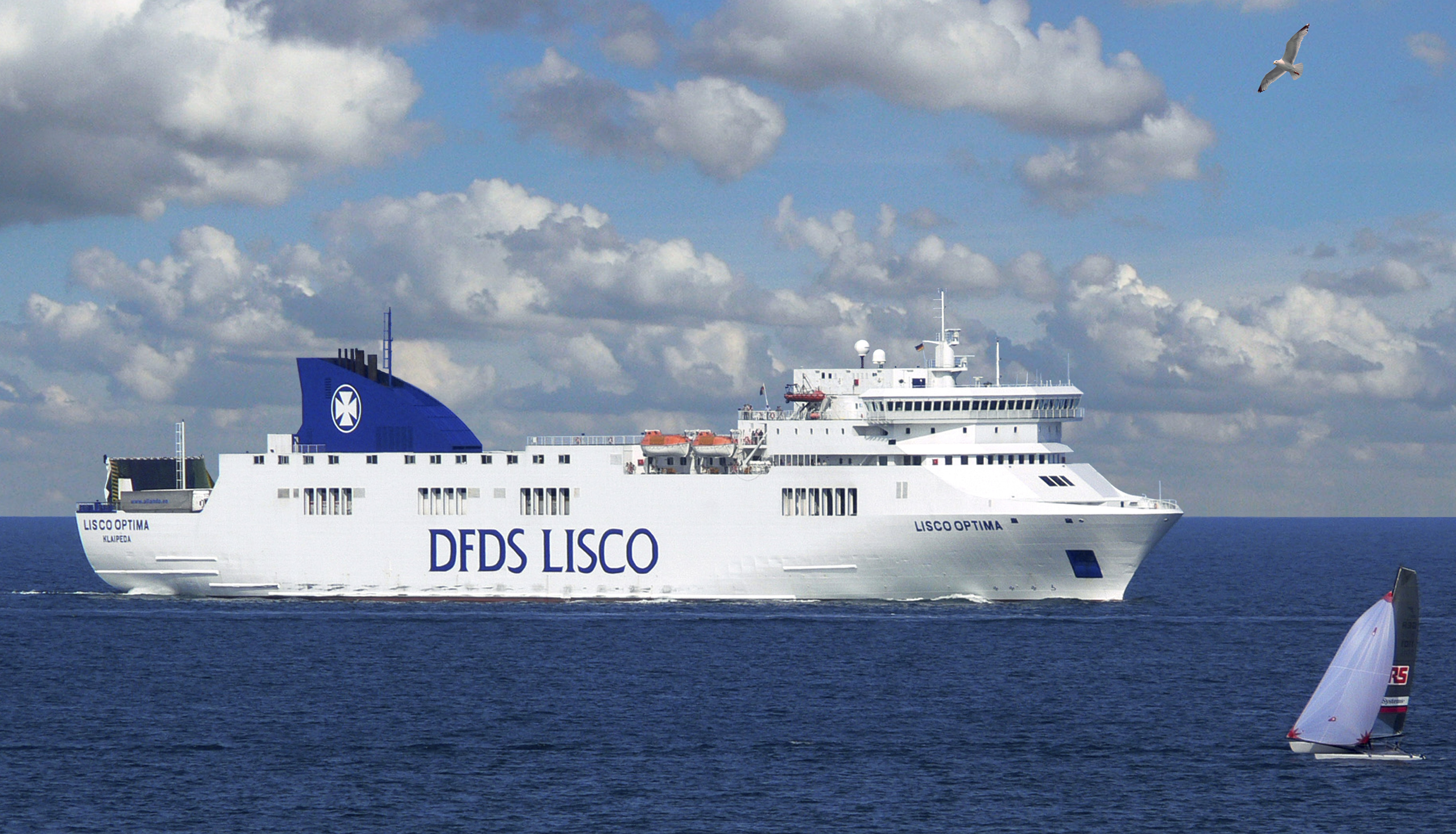
Lisco Optima (ex Alyssa) 2007

Die Alyssa ist bei unveränderter Rumpfform eine verbesserte Version der beiden Vorgängerschiffe. Insbesondere wurde die Führung der PKW bei Be- und Entladung optimiert. Anders als die beiden Vorgänger hat sie ein gedecktes Oberdeck mit großen Lüftungsöffnungen. Außerdem wurden leistungsstärkere Hauptmaschinen vom Typ MAN B&W 9L48/60 mit je 9450 kW Leistung installiert, die eine Geschwindigkeit von 23 Knoten ermöglichen. Die Ladekapazität beträgt 2262 Lademeter plus 221 PKW sowie 327 Passagiere (36 Kabinen und 74 Sitzplätze). Das Schiff wurde zunächst durch Tunisia Ferries auf der Route Marseille – Tunis eingesetzt, ist aber seit 2001 für verschiedene Gesellschaften in der Ostsee im Einsatz, zur Zeit als Optima Seaways für Lisco Baltic Service auf der Linie Karlshamn – Klaipėda und Dünkirchen-Rosslare.

### NAOS P172

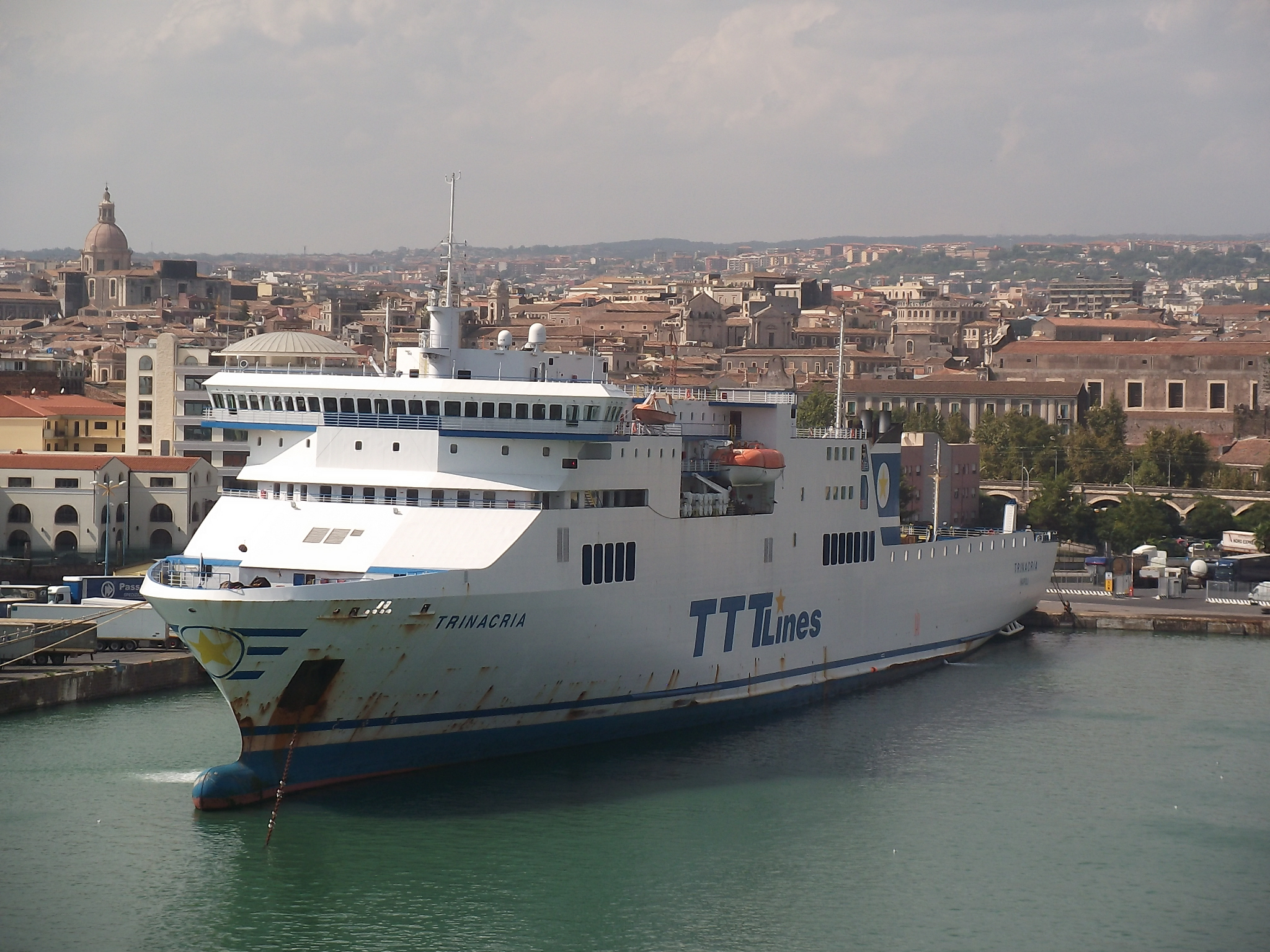
Trinacria 2012

Die nächste Bauserie, bestehend aus Stena Forwarder, Partenope, Trinacria und Cartour, wurde 2001 und 2002 in Dienst gestellt. Die MAN-Maschinen der Alyssa wurden beibehalten; das untere Autodeck wurde auf eine Höhe von 1,95 Metern gebracht, so dass es auch für Passagiere nutzbar ist, das obere Autodeck wurde hingegen aufgegeben; die Bauserie kann 2030 Lademeter LKW transportieren, jedoch nur 75 PKW. Die Personenkapazität beträgt 950 für Kurzüberfahrten; es gibt 72 Kabinen und 208 Ruhesessel für insgesamt 308 Übernachtungspassagiere.

### NAOS P205
Diese im Jahr 2003 fertiggestellte Bauserie, bestehend aus den beiden Schiffen Eurostar Valencia und Eurostar Salerno, ist den Vorgängern recht ähnlich; es existieren 2244 Lademeter für Lkw, jedoch keine speziellen Pkw-Plätze. 93 Vierbett-Kabinen und 64 Ruhesessel bieten Platz für 432 Passagiere. Beide Schiffe wurden für Grimaldi Lines gebaut. 2006 bzw. 2009 wurden die Schiffe in Sorrento und Catania umbenannt. Am 28. April 2015 brach auf der Sorrento, die an die spanische Reederei Acciona-Trasmediterranea verchartert war und auf der Strecke Palma de Mallorca – Valencia verkehrte, etwa 60 km vor Palma ein Brand aus. Offenbar konnten alle etwa 160 Passagiere in Sicherheit gebracht werden.

### NAOS P241

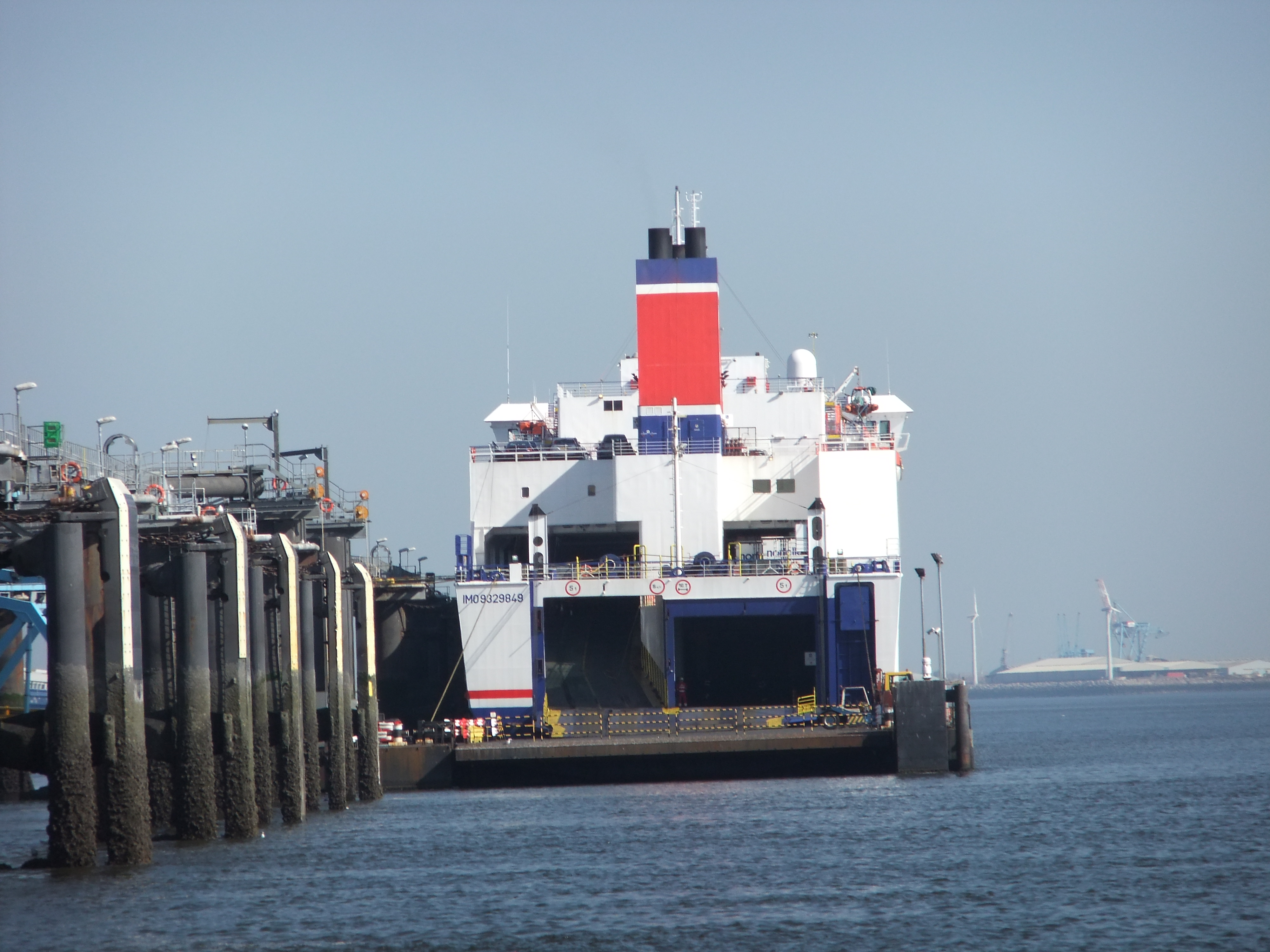
Stena Lagan (ex Lagan Viking) 2012

Mit den beiden – jeweils zweiten auf diese Namen getauften – Einheiten Lagan Viking und Mersey Viking des Typs NAOS P241 wurde der steilere „Flex Bow“ eingeführt, der ein besseres Seeverhalten der Schiffe bewirken soll. Dabei wurde auch die Form des Deckshauses und der Brücke verändert. Sonst sind sie den P172-Schiffen recht ähnlich, das höhere untere Autodeck wurde beibehalten, auf dem Hauptdeck jedoch wieder Platz für zusätzliche PKW geschaffen und die Zahl der Kabinen erhöht. Die Schiffe verfügen über 2257 Lademeter für LKW (davon 249 auf dem Unterdeck, 1021 auf dem Hauptdeck und der zugehörigen Rampe sowie 973 auf dem offenen Oberdeck) und 186 PKW (davon 95 im Unterdeck, das erst nach Räumung des Hauptdecks durch eine Klappe zugänglich wird). Für Passagiere stehen 484 Kabinenplätze zur Verfügung.
Bis 2020 setzte Stena Line beide Schiffe auf der Route zwischen Belfast und Birkenhead ein. 2020 wurde zunächst die Stena Lagan (ex. Lagan Seaways ex. Lagan Viking) von der Stena Edda abgelöst. Sie wird, wie auch die Stena Mersey (ex. Mersey Seaways ex. Mersey Viking) auf der Sedef-Werft im türkischen Tuzla um 36 Meter verlängert. Die Schiffe sollen anschließend über 2870 Lademeter verfügen und Platz für 970 Passagiere in 200 Kabinen verfügen. Während des Umbaus werden die Schiffe auch mit Scrubbern ausgerüstet.[veraltet] Die Fähren werden als Stena Scandica und Stena Baltica zwischen Nynäshamn und Ventspils eingesetzt.
Am 29. August 2022 brach auf einem Autodeck der Stena Scandica ein Feuer aus, während sich das Schiff mit 299 Menschen an Bord nördlich der Insel Gotland befand. Das Feuer konnte mit Bordmitteln gelöscht werden, es führte jedoch zu einem Stromausfall, so dass die Fähre zeitweise antriebslos auf Gotland zutrieb.

### NAOS P244
Die beiden Schiffe dieser Baureihe mit einer Kapazität von 2244 Lademetern, 186 PKW und 622 Passagieren (484 in Kabinen und 138 Ruhesessel) wurden 2006 als Cartour Beta an Levantina Trasporti, eine Tochter der Werft-Firmengruppe und als Cartour Gamma an die Caronte S.r.L. abgeliefert. Die Cartour Gamma ist seitdem im Einsatz auf der Route Salerno – Messina; bis 2010 fuhr auch die Cartour Beta auf dieser Route. Nach einigen Kurzchartern war sie unter dem Namen Celtic Horizon dann bis 2014 auf der Route Rosslare – Cherbourg im Einsatz, wo sie die neuere Norman Atlantic der P270-Reihe ersetzte. Im Jahr 2014 wurde das Schiff an Stena verkauft und fährt nun als Stena Horizon wiederum auf der Route Rosslare – Cherbourg und später Travemünde-Liepaja.

### NAOS P250

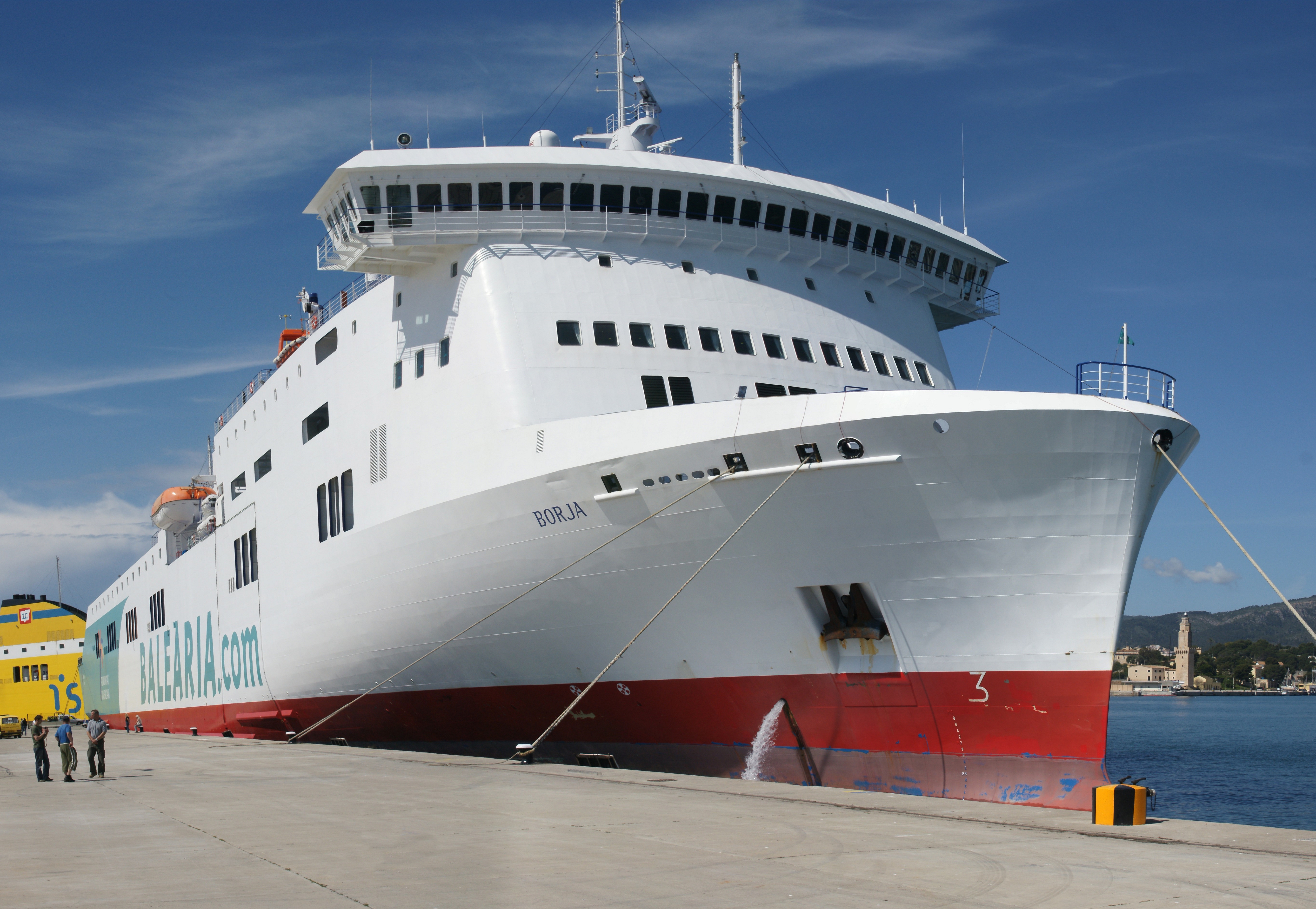
Borja 2009

Die Borja, zunächst als Stena Ausonia projektiert, wurde 2007 fertiggestellt. Sie ist den P241-Schiffen sehr ähnlich mit 2275 Lademetern, einer PKW-Kapazität von 201 sowie Platz für 518 Passagiere in 121 Kabinen sowie 36 Ruhesesseln. Sie wurde zunächst an die Balearia verchartert, die sie auf der Linie Barcelona – Palma einsetzte. 2010 erfolgte die Umbenennung zu Baltic Amber und das Schiff wurde auf verschiedenen Routen in der Ostsee eingesetzt; dabei ersetzte sie zeitweise auch die bei einem Brand zerstörte Lisco Gloria. Seit Ende 2010 fuhr sie für LD Lines auf der Linie St. Nazaire – Gijón, seit Mitte 2011 als Norman Asturias. Weitere Einsätze des Schiffes waren unter anderem als Asterion für ANEK Lines und als Connemara für Brittany Ferries und Bluebridge (Neuseeland).

### NAOS P256
Das einzige Schiff dieses Entwurfs mit 2256 Lademetern, 201 PKW sowie 517 Passagieren (481 in Kabinen und 36 Ruhesessel), der wiederum bis auf die höhere Eisklasse 1A der P250-Klasse sehr ähnlich ist, wurde am 8. März 2006 von Visemar Di Navigazione in Auftrag gegeben und war während des Baus zunächst für eine Vercharterung an Stena Line vorgesehen, noch vor Fertigstellung wurde jedoch im April 2007 eine Charter an Baleària Eurolíneas Marítimas geschlossen. Das fertige Schiff wurde am 19. Oktober 2007 als Borja Dos abgeliefert und traf eine Woche darauf erstmals in Valencia ein, von wo es ab 28. Oktober seinen Liniendienst für Baleària nach Palma aufnahm. Im April 2009 trat das Schiff seine nächste Charter an – die italienische T-Link Lines setzte das Schiff zwischen Genua und Termini ein und benannte es am 29. Juni 2009 in T Rex Uno um. Im Februar folgte eine weitere Charter für Baleària – zunächst auf der Linie zwischen Palma und Barcelona, ab 12. Juni 2011 zwischen Palma, Ibiza und Valencia. Im Juni 2011 charterte Saremar aus Italien das Schiff und setzte es vom 22. Juni 2011 bis zum 16. September 2011 als Dimonios zwischen Vado Ligure und Porto Torres ein. Vom 17. September 2011 bis Mitte Januar 2012 war das Schiff in Livorno aufgelegt und danach erneut vom 16. Januar 2012 bis zum 16. September 2012 auf der Strecke Civitavecchia nach Olbia für Saremar in Fahrt. Ab dem 25. September 2012 lag das Schiff in Messina auf und ging danach vom 5. bis zum 26. Oktober 2012 zwischen Neapel und Catania für Caronte & Tourist in Charter, wonach es in Castellamare di Stabia aufgelegt wurde. Ab 15. November 2012 bediente das Schiff die Route zwischen Genua und Palermo für Grandi Navi Veloci. Es schloss sich ab dem 28. Dezember 2012 eine Charter auf der Strecke Livorno nach Cagliari für Tirrenia an. Im Januar 2013 veräußerte Visemar das Schiff schließlich an die Reederei Italiana di Navigazione aus Neapel, die es zwischen Palermo, Cagliari und Neapel einsetzte. Derzeit fährt das Schiff unter dem Namen Ciudad de Palma für die Reederei Trasmediterranea, die es zwischen Palma de Mallorca und Barcelona einsetzt.

### NAOS P264
Einziges Schiff der Bauserie ist die 2008 fertiggestellte Watling Street, die bereits kurz nach der Ablieferung an die spanische ISCOMAR verchartert wurde und als Pilar del Mar auf Routen nach Mallorca verkehrte. Heute ist sie als Stena Flavia in Fahrt auf der Route Travemünde-Liepaja. Unterschiede zum Vorgänger P256 sind u. a. 157 Ruhesessel. Das Schiff verfügt über eine Kapazität von 2290 Lademetern sowie 205 PKW; 587 Passagiere können in Vierbettkabinen und 157 Ruhesesseln untergebracht werden.

### NAOS P270
Drei Schiffe des Typs NAOS P270, Norman Voyager, Scottish Viking und Akeman Street, wurden in den Jahren 2006 bis 2009 für drei verschiedene Reedereien gebaut. Sie haben wie das P264-Schiff eine Kapazität von 2290 Lademetern sowie 205 PKW und 587 Passagieren, im Unterschied zum Vorgänger jedoch nur die Eisklasse 1C.
Die Norman Voyager wurde 2008 für Epic Shipping gebaut. 2008 wurde sie von LD Lines gechartert und zwischen Rossdale und Le Havre eingesetzt. 2009 wurde das Schiff an Celtic Line Ferries verchartert, die das Schiff zwischen Rosslare, Cherbourg und Portsmouth und ab Ende des Jahres 2009 zwischen Rosslare und Cherbourg einsetzte. 2011 wurde sie wieder an LD Lines verchartert. Neuer Heimathafen wurde Le Havre. Das Schiff wurde zwischen Marseille und Tunis eingesetzt. Ende des Jahres 2011 wurde das Schiff an Stena RoRo verkauft und an DFDS Seaways verchartert, die es zwischen Portsmouth und Le Havre einsetzen.
Die Scottish Viking der schwedischen Stena Line wurde im April an Ermine Street Shipping (Epic Shipping) in London geliefert. Im Mai wurde das Schiff von Norfolkline gechartert und zwischen Zeebrugge und Rosyth eingesetzt. Im September wurde das Schiff an Visemar Di Navigazione SPA verkauft. Heimathafen wurde Bari. Am 12. Juli 2010 verkaufte Norfolk Line das Schiff an DFDS Seaways. Das Schiff wurde noch bis zum 14. Dezember 2010 zwischen Rosyth und Zeebrugge eingesetzt. Ab dem 3. Januar 2011 wurde das Schiff von Scandlines gechartert und zwischen Ventspils und Nynäshamn eingesetzt. Es ersetzte dort die bis dahin dort verkehrende Ask, die auf die Route Travemünde – Liepāja wechselte. Mitte 2012 charterte Stena Line das Schiff.
Die Akeman Street wurde am 2. November 2009 abgeliefert. Im Juni 2011 wurde sie in Scintu umbenannt. Am 16. September 2011 wurde sie in Civitavecchia aufgelegt. Im Januar 2014 wurde das Schiff in Norman Atlantic umbenannt. Am 28. Dezember 2014 brach auf dem Schiff ein Feuer aus, das später gelöscht wurde. Das Schiff wurde zunächst nach Brindisi, danach nach Bari und im Juli 2019 zum Abbruch nach Aliağa geschleppt.

## Die Schiffe
Die Schiffe werden aktuell unter anderem von den Reedereien Grimaldi Lines, Caronte & Tourist, Stena Line, Polferries, Corsica Linea und Adria Ferries eingesetzt.
| Visentini-Klasse             | Visentini-Klasse | Visentini-Klasse | Visentini-Klasse | Visentini-Klasse   | Visentini-Klasse                                     | Visentini-Klasse |
| Bauname                      | Ausführung       | Baunummer        | IMO-Nummer       | Ablieferung        | Auftraggeber                                         | Spätere Namen und Verbleib |
| ---------------------------- | ---------------- | ---------------- | ---------------- | ------------------ | ---------------------------------------------------- | --- |
| Mersey Viking                | NAOS P109        | 180              | 9136022          | 29. Oktober 1997   | Levantina Trasporti, Bari                            | 2005 Dublin Viking, 2010 Dublin Seaways, 2011 Stena Feronia, 2015 Strait Feronia |
| Lagan Viking                 | NAOS P109        | 182              | 9136034          | 29. Oktober 1997   | Levantina Trasporti, Bari                            | 2005 Liverpool Viking, 2010 Liverpool Seaways, 2020 Pelagos, 2025 Pelagos Express |
| Alyssa                       | NAOS P129        | 185              | 9188427          | 30. Juni 1999      | Levantina Trasporti, Bari                            | 2001 Svealand, 2006 Lisco Optima, 2012 Optima Seaways |
| Partenope                    | NAOS P172        | 193              | 9243423          | 13. Mai 2002       | Visentini Cantieri Naval, Neapel                     | 2015 Napoles |
| Trinacria                    | NAOS P172        | 194              | 9261542          | November 2002      | Tomasos Costantino Transporti, Neapel                | 2015 Sicilia |
| Stena Forwarder              | NAOS P172        | 195              | 9243435          | April 2001         | Visentini Cantieri Naval, Bari                       | 2003 California Star, 2019 AF Claudia |
| Cartour                      | NAOS P172        | 196              | 9243447          | 28. September 2001 | Levantina Trasporti, Bari                            | 2007 Vinashin Prince, 2007 Hoasen, 2011 Hoa Sen, 2013 Stena Egeria, 2017 AF Michael, 2019 Kerry                                                                                        |
| Eurostar Valencia            | NAOS P205        | 197              | 9264312          | 16. Juni 2003      | Grimaldi Ferries, Palermo                            | 2006 Sorrento, 28. April 2015 Brand bei Mallorca, 2016 abgewrackt |
| Eurostar Salerno             | NAOS P205        | 200              | 9261554          | 12. November 2003  | Grimaldi Ferries, Palermo                            | 2009 Catania |
| Golfo Aranci                 | NAOS P223        | 209              | 9287584          | Mai 2004           | Lloyd Sardegna Compagnia di Navigazione, Cagliari    | 2007 Florencia |
| Golfo Degli Angeli           | NAOS P223        | 210              | 9304631          | 20. September 2004 | Lloyd Sardegna Compagnia di Navigazione, Cagliari    | 2007 Maria Grazia On, 2010 Albayzin, 2019 Ciudad de Cadiz, 2019 Venezia |
| Lagan Viking                 | NAOS P241        | 212              | 9329849          | 2. Juli 2005       | Levantina Trasporti, Bari                            | 2010 Lagan Seaways, 2011 Stena Lagan, 2021 Stena Scandica |
| Mersey Viking                | NAOS P241        | 213              | 9329851          | November 2005      | Levantina Trasporti, Bari                            | 2010 Mersey Seaways, 2011 Stena Mersey, 2021 Stena Baltica |
| Cartour Beta                 | NAOS P244        | 214              | 9332559          | 24. Mai 2006       | Levantina Trasporti, Bari                            | 2011 Celtic Horizon, 2014 Stena Horizon |
| Cartour Gamma                | NAOS P244        | 215              | 9349758          | 28. Oktober 2006   | Caronte, Bari                                        | 2018 Corfù |
| Borja                        | NAOS P250        | 216              | 9349760          | Mai 2007           | Visemar di Navigazione, Bari                         | 2010 Baltic Amber, 2011 Norman Asturias, 2016 Asterion, 2018 Connemara |
| Borja Dos                    | NAOS P256        | 218              | 9349772          | 19. Oktober 2007   | Visemar di Navigazione, Bari                         | 2009 T Rex Uno, 2011 Dimonios, 2018 Ciudad de Palma |
| Watling Street               | NAOS P264        | 219              | 9417919          | 7. April 2008      | Watling Street, Hong Kong (Epic Shipping, Singapore) | 2008 Pilar del Mar, 2010 Watling Street, 2013 Stena Flavia |
| Norman Voyager               | NAOS P270        | 220              | 9420423          | 9. Oktober 2008    | Fosse Way Shipping (Epic Shipping), London           | 2014 Etretat, 2021 Stena Livia, 2025 Livia |
| Scottish Viking              | NAOS P270        | 221              | 9435454          | April 2009         | Ermine Street Shipping (Epic Shipping), London       | 2021 GNV Sealand |
| Akeman Street                | NAOS P270        | 222              | 9435466          | 2. November 2009   | Visemar di Navigazione, Bari                         | 2011 Scintu, 2014 Norman Atlantic, 28. Dezember 2014 in Brand geraten, später gelöscht und zunächst nach Brindisi, dann nach Bari und im Juli 2019 zum Abbruch nach Aliağa geschleppt. |
| Visemar One                  | NAOS P271        | 223              | 9498743          | 21. April 2010     | Visemar di Navigazione, Bari                         | 2018 Hedy Lamarr |
| Hypatia de Alejandría        | NAOS P362        | 224              | 9498755          | 2019               | Baleària                                             | - |
| Marie Curie                  | NAOS P362        | 225              | 9498767          | 2019               | Baleària                                             | - |
| Cartour Delta                | NAOS P271        | 227              | 9539042          | Oktober 2010       | Visemar Di Navigazione, Bari                         | - |
| Cartour Epsilon              | NAOS P271        | 228              | 9539054          | 11. April 2011     | Visemar Di Navigazione, Bari                         | 2014 Epsilon |
| Ciudad de Valencia           | NAOS P370        | 229              | 9869722          | 2020               | Trasmediterránea                                     | - |
| GNV Bridge                   | NAOS P370        | 230              | 9893369          | 2021               | Transmediterranea / Grandi Navi Veloci               | - |
| South Enabler                | NAOS P398        | 236              | 1022641          | 11. Juni 2025      | Mann Lines Logistics                                 | - |
| Varsovia                     | NAOS P401        | 237              | 9990480          | Juli 2024          | Cantiere Navale Visentini Polferries                 | - |
| A Galeotta                   | NAOS P355        | 238              | 9891749          | 2022               | Corsica Linea                                        | - |
| Daten: Equasis, grosstonnage |                  |                  |                  |                    |                                                      | |